# 三宅区火の見やぐら
三宅区火の見やぐら（みやけくひのみやぐら）は、福井県三方上中郡若狭町にある江戸時代築の火の見櫓。国の登録有形文化財。

## 概要
農家が点在する若狭町三宅地区のほぼ中央、鯖街道の南に位置する。江戸時代後期に建てられたと推定され、当地区のシンボルとなっている。内部1階には愛宕地蔵を祀る地蔵堂がおかれ、その屋根上南端が火の見櫓で、火事を知らせる梵鐘が設置されている。2015年（平成27年）4月24日、「海と都をつなぐ若狭の往来文化遺産群 - 御食国（みけつくに）若狭と鯖街道 - 」の構成文化財として日本遺産に認定される。

## 建築概要
- 竣工 - 江戸時代後期（推定）
- 構造 - 木造平屋建櫓附属、瓦葺
- 建築面積 - 41平方メートル
- 所在地 - 〒919-1536 福井県三方上中郡若狭町三宅66-26
- 国の登録有形文化財1998年（平成10年）9月2日（第12回）登録

## 交通アクセス
- 小浜線 上中駅 徒歩10分

## 周辺
- 信主神社
- パレア若狭
- 天徳寺
- 瓜割の滝